# Farwell (Nebraska)
Farwell is een plaats (village) in de Amerikaanse staat Nebraska, en valt bestuurlijk gezien onder Howard County.

## Demografie
Bij de volkstelling in 2000 werd het aantal inwoners vastgesteld op 148. In 2006 is het aantal inwoners door het United States Census Bureau geschat op 144, een daling van 4 (-2,7%).

## Geografie
Volgens het United States Census Bureau beslaat de plaats een oppervlakte van 0,5 km², geheel bestaande uit land. Farwell ligt op ongeveer 609 m boven zeeniveau.

## Plaatsen in de nabije omgeving
De onderstaande figuur toont nabijgelegen plaatsen in een straal van 16 km rond Farwell.